# سكاي نيوز أستراليا
سكاي نيوز أستراليا (بالإنجليزية: Sky News Australia)‏ (تبث على الهواء باسم Sky News Live وحتى 18 يناير 2015 باسم Sky News National) هي قناة أخبار أسترالية تعمل على مدار 24 ساعة متوفرة على منصات اشتراك فوكستيل و Optus Television. كما أنه متوفر في نيوزيلندا على تلفزيون سكاي وفودافون.